# Cuesta del Mexicano
Cuesta del Mexicano är en ort i Mexiko.   Den ligger i kommunen Ixtaczoquitlán och delstaten Veracruz, i den sydöstra delen av landet, 240 km öster om huvudstaden Mexico City. Cuesta del Mexicano ligger 793 meter över havet och antalet invånare är 740.
Terrängen runt Cuesta del Mexicano är varierad. Runt Cuesta del Mexicano är det ganska tätbefolkat, med 100 invånare per kvadratkilometer. Närmaste större samhälle är Córdoba, 11,1 km nordost om Cuesta del Mexicano. I omgivningarna runt Cuesta del Mexicano växer i huvudsak städsegrön lövskog.